# Порошино (Удмуртия)
Поро́шино — деревня в Балезинском районе Удмуртии. Входит в состав Карсовайского сельского поселения.

## История
В 1964 году указом Президиума Верховного Совета РСФСР деревня Седуны переименована в Порошино.

## Население
| 2010 | 2012 |
| ---- | ---- |
| 0    | →0   |